# Teatro Nuovo Giovanni da Udine
Il Teatro Nuovo Giovanni da Udine è il maggiore teatro della città di Udine.
Intitolato al celebre artista Giovanni da Udine, l'edificio, progettato dall'ingegnere Giuliano Parmegiani e dall'architetto Lorenzo Giacomuzzi Moore, è stato inaugurato il 18 ottobre 1997 con l'ottava sinfonia di Gustav Mahler.
Oltre alla platea, il teatro ha tre gallerie, di cui la terza non è destinata agli abbonamenti, per la prosa.
Dispone di 1.230 posti. Dal 1999 è sede del Far East Film Festival.